# Leistus ferruginosus
Leistus ferruginosus är en skalbaggsart som beskrevs av Mannerheim. Leistus ferruginosus ingår i släktet Leistus och familjen jordlöpare. Inga underarter finns listade i Catalogue of Life.